# Estalinho
Estalinho (nome científico: Phylloscartes difficilis) é uma espécie de ave da família dos tiranídeos. É uma espécie endêmica do Brasil, encontrada no Sudeste e Sul do país.